# Crepidium szlachetkianum
Crepidium szlachetkianum är en orkidéart som beskrevs av Marg.. Crepidium szlachetkianum ingår i släktet Crepidium, och familjen orkidéer. Inga underarter finns listade i Catalogue of Life.